# Tihanyi-szoros
Tihanyi-szoros är ett sund i Ungern. Det ligger i den västra delen av landet, 110 km sydväst om huvudstaden Budapest.